# Пухлинний маркер
Онкомаркер або  пухлинний маркер — це певна субстанція, що асоціюється з злоякісним або доброякісним новоутворенням та ідентифікується в плазмі крові, сечі або інших біологічних тканинах, клітинах або рідинах організму в кількостях, що відмінні від фізіологічних.
Існує багато різних маркерів пухлин, за допомогою яких можна визначити той чи інший неопластичний процес. Переважна більшість маркерів використовується для діагностики злоякісних новоутворень.

## Застосування
Пухлинні маркери класифікується в залежності від мети їх застосування:
- Скринінг — з метою виявлення найбільш поширених форм раку у населення. Приклади: простатичний специфічний антиген (PSA) для виявлення раку простати, BRCA1 та BRCA2 — для виявлення спадкових форм раку молочної залози.
- Спостереження за пацієнтами після проведеного лікування. Приклад: підвищений рівень тиреоглобуліну у пацієнтів з диференційованим раком щитоподібної залози або кальцитоніну при медулярній карциномі, або підвищений рівень альфафетопротеїну у дітей, що лікувались з приводу тератоми — може свідчити про рецидив.
- Діагностика специфічного типу злоякісного новоутворення. Приклад: визначення рівня кальцитоніну та раковоембріонального антигену при підозрі на медулярний рак щитоподібної залози.

## Приклади маркерів пухлин
В таблиці наведені основні маркери та новоутворення, що асоційовані з ними.
| Назва маркеру                                | Асоційована з маркером пухлина |
| -------------------------------------------- | --- |
| Альфа-фетопротеїн (AFP)                      | Гепатоцелюлярна карцинома |
| CA15-3                                       | Рак молочної залози |
| CA27-29                                      | Рак молочної залози |
| CA19-9                                       | Рак підшлункової залози, іноді колоректальний рак |
| CA-125                                       | Рак яєчників, |
| Кальретинін                                  | Мезотеліома, Адренокортикальна карцинома, синовіальна саркома |
| Кальцитонін                                  | Медулярний рак щитоподібної залози |
| Раково-ембріональний антиген                 | Загальний пухлинний маркер, що визначається при багатьох новоутвореннях: травної систем, рак шийки матки, рак легень, рак яєчників, рак молочної залози, медулярний рак щитоподібної залози |
| CD34                                         | Гемангіоперицитома, плеоморфна ліпома |
| CD99                                         | Саркома Евінга, примітивна нейроектодерамальна пухлина, гемангіоперицитома, синовіальна сакрома, ліпома, лейкемія                                                                           |
| CD117                                        | Мастоцитоз, семінома |
| Хромогранін                                  | Нейроендокринна пухлина |
| Цитокератин (різні типи)                     | Визначається при різних карциномах та деяких типах сарком |
| Десмін                                       | Саркома гладенької мускулатури, Саркома поперечно-смугастих м'язів |
| Епітеліальний мембранний протеїн (EMA)       | Визначається в більшості типів карцином, менінгіом, та деяких типах саком |
| Фактор VIII, CD31, FLI1                      | Ангіосаркома |
| Гліальний фібрилярний кислий білок (GFAP)    | Гліома (астроцитома, епендимома) |
| GCDFP-15                                     | Рак молочної залози, рак яєчника, рак слинної залози |
| HMB-45                                       | Меланома, ангіоміоліпома, адренокортикальна карцинома |
| Хоріонічний гонадотропін (hCG)               | Хоріосаркома |
| Імуноглобулін                                | Лімфома, лейкемія |
| Інгібін                                      | Адренокортикальна карцинома, гемангіобластома |
| Кальцитонін                                  | Медулярний рак щитоподібної залози, |
| Кератин (різні типи)                         | Карцинома, іноді різні типи сарком |
| PTPRC (CD45)                                 | Лімфома, лейкемія |
| MART-1 (Melan-A)                             | Меланома, адренокортикальна карцинома |
| Myo D1                                       | Рабдоміосаркома |
| М'яз-специфічний актин (MSA)                 | Міосаркома (лейоміосаркома, рабдоміосаркома) |
| Нейрофіламент                                | Нейроендокринна пухлина |
| Нейрон-специфіча енолаза (NSE)               | Нейроендокринна пухлина, рак молочної залози |
| Плацентарна лужна фосфатаза (PLAP)           | Семінома, ембріональна карцинома |
| Простат-специфічний антиген (PSA)            | Рак простати, але може бути підвищений при аденомі простати |
| S100 протеїн                                 | Меланома, саркома (нейросаркома, ліпома, хондросаркома), астроцитома |
| Синаптофізин                                 | Нейроендокринна пухлина |
| Тиреоглобулін                                | Післяопераційний маркер раку щитоподібної залози, крім медулярного |
| Транскрипційний фактор щитоподібної залози 1 | Рак щитоподібної залози, рак легень |
| Tu M2-PK                                     | Колоректальний рак, рак молочної залози, рак нирки рак легень, рак підшлункової залози, рак стравоходу, рак шлунку, рак шийки матки, рак яєчника                                            |
| Віментин                                     | Саркома, рак нирки, рак ендометрію, рак легень, лімфома, лейкемія, меланома |